# Stadio Olimpico di Torino
Stadio Olimpico di Torino  är en idrottsarena i Turin, Italien. Den är hemmaplan för Torino FC. Den var även Juventus FC:s hemmaarena tills Stadio delle Alpi öppnade 1990. Den stod klar 1933 inför VM i fotboll 1934 och hade från början plats för 65 000 besökande. 
Efter omkonstruktion 2006 inför Olympiska vinterspelen 2006 så har arenan 27 128 täckta platser. Spelplanen är inte täckt. Arenan höll öppnings- och avslutningsceremonin för vinter-OS 2006. Efter vinter-OS 2006 började Torino FC spela hemmamatcher på arenan, då med arenanamnet Stadio Grande di Torino.